# Caldeira

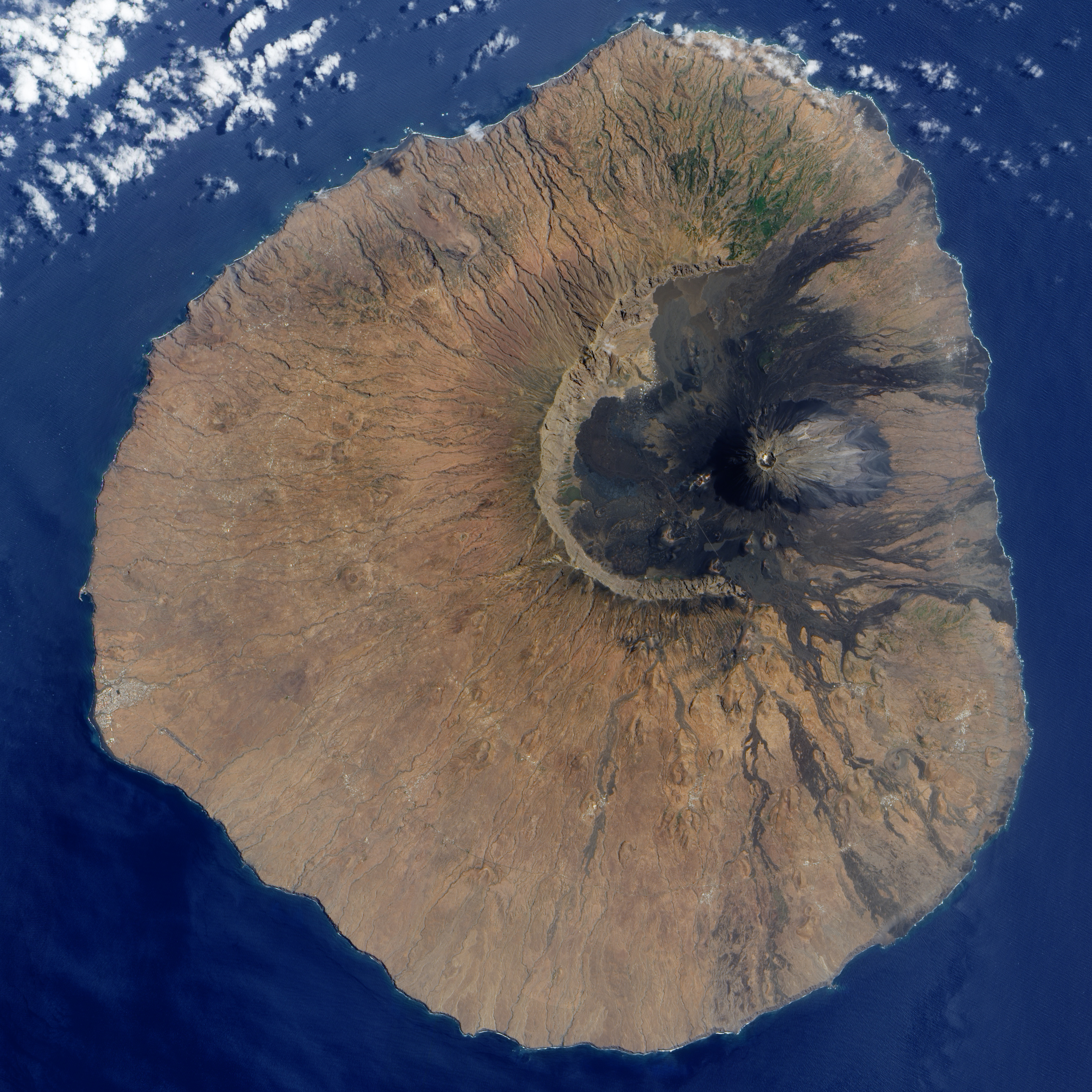
Caldeira van de vulkaan Fogo, Kaapverdië

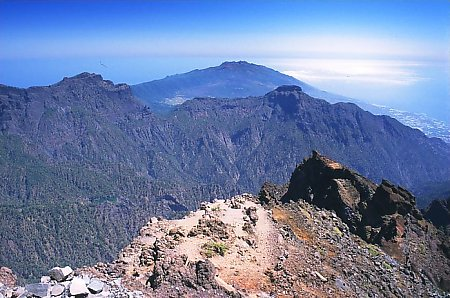
Gezicht op de reusachtige muren van de Caldera de Taburiente op La Palma; een caldeira gevormd door erosie

Een caldeira (Portugees) of caldera (Spaans) is een grote komvormige krater, gevormd door vulkanische activiteit. Caldeira's ontstaan wanneer grote hoeveelheden pyroclastisch materiaal door een vulkaan worden uitgestoten waardoor het dak van de magmakamer niet meer ondersteund wordt. Hierdoor zakt het dak en valt het in de magmakamer. Deze gang van zaken kan geruime tijd duren en vindt vaak plaats in een zogenaamde uitgedoofde vulkaan. In het verleden dacht men dat caldeira's alleen ontstonden als de top van de vulkaan eraf geblazen werd. Dat gaat slechts op voor een paar caldeira's die zo zijn ontstaan. 
Als gevolg van een explosieve vulkaanuitbarsting kan de top van een vulkaan in de krater storten waardoor de kraterpijp geblokkeerd wordt. In de depressie in de vulkaantop die hierdoor veroorzaakt wordt, kan een kratermeer gevormd worden. 
Als de spanning in de vulkaan opnieuw stijgt kan deze op twee manieren tot uitbarsting komen:
- er vormt zich een nieuwe vulkaan boven op de caldeira, bijvoorbeeld Vesuvius bij de Campi Fleigrei
- de hele top van de vulkaan wordt eraf geblazen in de nieuwe uitbarsting, bijvoorbeeld Mount Saint Helens.

Caldeira’s kunnen van ‘maar’ 2 kilometer breed tot wel 100 kilometer breed zijn. De Yellowstonecaldera in het Yellowstone National Park in de Verenigde Staten is een van de grootste caldeira's met ruim 65 kilometer doorsnede. Het Tobameer (100 km lang en 30 km breed) is de caldeira van een uitbarsting van de supervulkaan Toba ongeveer 74.000 jaar geleden.
Crater Lake in Oregon bestaat zelf uit meerdere caldeira's van overlappende vulkanen.